# Solenopsina
La solenopsina es un alcaloide lipofílico con la fórmula molecular C17H35N que se encuentra en el veneno de las hormigas de fuego (Solenopsis). Se considera la toxina primaria en el veneno y puede ser el componente responsable de la insuficiencia cardiorrespiratoria en personas que experimentan picaduras excesivas de hormigas bravas.

## Descripción
Estructuralmente, las solenopsinas son un anillo de piperidina con una sustitución de grupo metilo en la posición 2 y una cadena hidrofóbica larga en la posición 6. Por lo general, son aceitosas a temperatura ambiente, insolubles en agua y presentan un pico de absorbancia a 232 nanómetros. El veneno de la hormiga de fuego contiene otras piperidinas relacionadas químicamente que dificultan la purificación de la solenopsina de las hormigas. Por lo tanto, la solenopsina y los compuestos relacionados han sido el objetivo de la síntesis orgánica a partir de la cual se pueden producir compuestos puros para el estudio individual. Sintetizado originalmente en 1993, varios grupos han diseñado métodos novedosos y creativos para sintetizar solenopsina enantiopura y otros componentes alcaloides del veneno de hormiga.

## Síntesis total
La síntesis total de solenopsina ha sido descripta por varios métodos. Un método de síntesis propuesto(Figura 1) comienza con la alquilación de 4-cloropiridina con un reactivo de Grignard derivado del 1-bromoundecano, seguido de reacción con cloroformiato de fenilo para formar 4-cloro-1-(fenoxicarbonil)-2-n-undecil-1,2-dihidropiridina. El fenilcarbamato se convierte en el grupo protector BOC y luego la piridina se metila en la posición 6. Luego, el anillo de piridina se reduce a una tetrahidropiridina mediante hidrogenación catalítica con Pd/C y luego se reduce aún más con cianoborohidruro de sodio a un anillo de piperidina. El grupo BOC finalmente se elimina para producir solenopsina. Se han sintetizado varios análogos utilizando modificaciones de este procedimiento.
Recientemente se ha propuesto un método de síntesis más corto derivado de la lutidina disponible en el mercado.

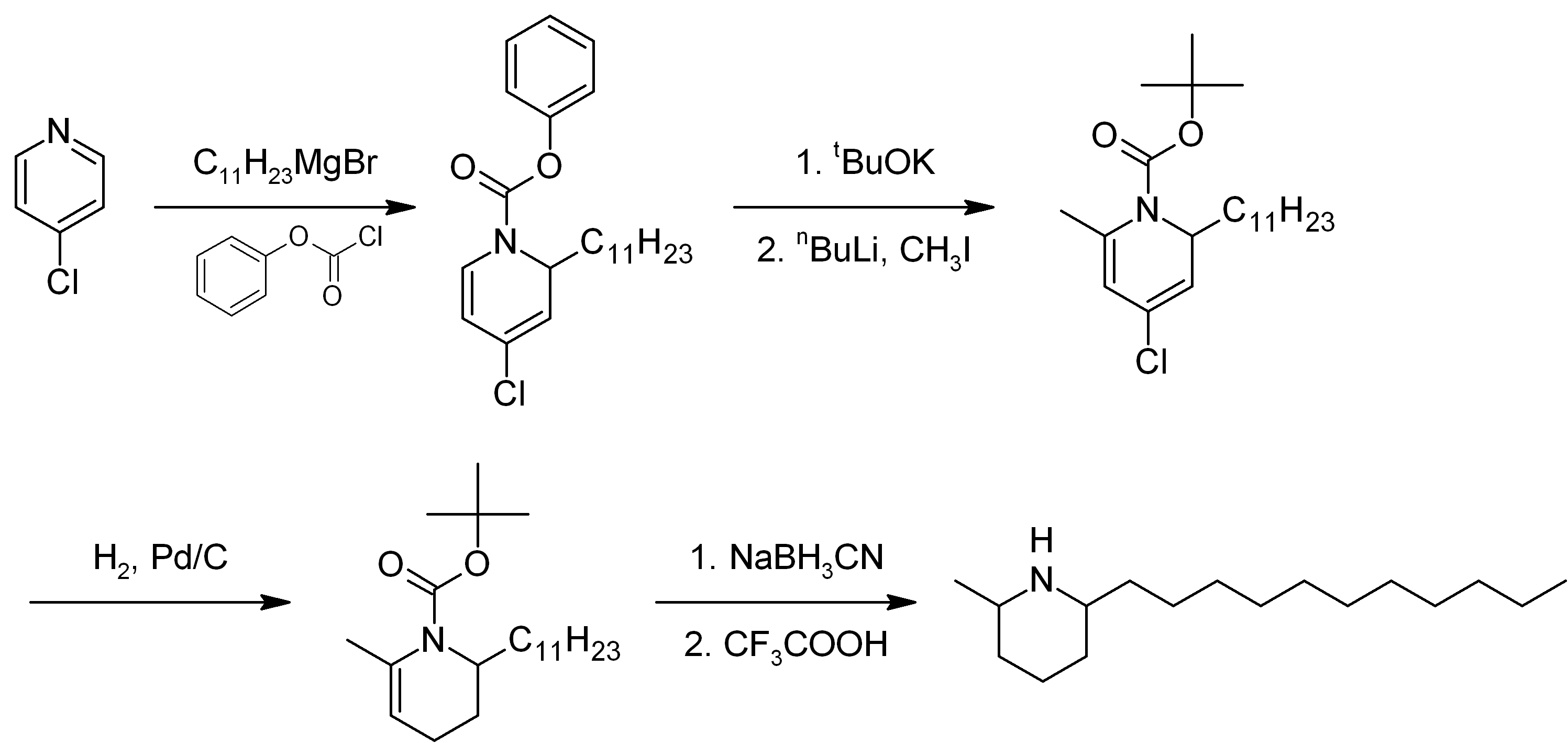
Figure 1. Ejemplo de síntesis de solenopsina racémica

## Actividades biológicas
Las solenopsinas se describen como tóxicas contra vertebrados e invertebrados. Por ejemplo, se ha demostrado que el compuesto conocido como isosolenopsina A tiene fuertes efectos insecticidas que pueden desempeñar un papel central en la biología de las hormigas rojas.
Además de su toxicidad, la solenopsis tiene otras actividades biológicas. Inhibe la angiogénesis in vitro a través de la vía de señalización de la fosfoinositida 3-quinasa (PI3K), inhibe la óxido nítrico sintasa neuronal (nNOS) de una manera que parece no ser competitiva con la L-arginina, e inhibe detección de quórum de señales en algunas bacterias. Las actividades biológicas de las solenopsinas han llevado a los investigadores a proponer una serie de aplicaciones biotecnológicas y biomédicas para estos compuestos. Por ejemplo, los antibacterianos mencionados y la interferencia en la señalización de detección de quórum aparentemente proporcionan a las solenopsinas una actividad antibiopelícula considerable, lo que sugiere el potencial de los análogos como nuevos desinfectantes y agentes acondicionadores de superficies. Además, se demostró que las solenopsinas inhiben la división celular y la viabilidad de Trypanosoma cruzi, la causa de la enfermedad de Chagas, lo que sugiere que estos alcaloides son fármacos quimioterapéuticos potenciales.
La solenopsina y los análogos comparten propiedades estructurales y biológicas con el esfingolípido ceramida, un importante regulador endógeno de la señalización celular, que induce mitofagia y efectos antiproliferativos en diferentes líneas de células tumorales.
Se están estudiando análogos sintéticos de la solenopsina para el posible tratamiento de la psoriasis.